# Pegomya vittigera
Pegomya vittigera är en tvåvingeart som först beskrevs av Zetterstedt 1838.  Pegomya vittigera ingår i släktet Pegomya och familjen blomsterflugor. Arten är reproducerande i Sverige. Inga underarter finns listade i Catalogue of Life.